# معهد غوتليب دوتفايلر
معهد غوتليب دوتفايلر (Gottlieb Duttweiler Institute) هو مؤسسة فكرية مستقلة وأقدم منظمة من نوعها في سويسرا. يقع في ريشليكون بالقرب من زيورخ. ويطل على الحديقة المعروفة باسم «حديقة إم غريني».
تأسس المعهد في 1 سبتمبر 1963 تخليدا لاسم مؤسسة شركة «ميغرو» السويسرية غوتليب دوتفايلر.
المبدأ الأساسي للمعهد هو مبدأ التركيز على الناس وليس على رأس المال كنقطة انطلاق. ويختص المعهد في القضايا المتعلقة بمجالات الاستهلاك والتجارة والمجتمع، والموضوعات الحالية ذات الصلة بقطاع الأعمال والمجتمع.
وهو مملوك لمؤسسة «إم غريني» "Im Grüene"، التي يتم تمويلها بشكل جزئي من قبل شركة ميغرو، أكبر متاجر التجزئة في سويسرا. وينشر أبحاثه كل ثلاثة أشهر في مجلة «جي دي آي إمبولس» "GDI Impuls" بجانب العديد من الإصدارات المطبوعة. كما أن المعهد يمنح «جائزة غوتليب دوتفايلر».

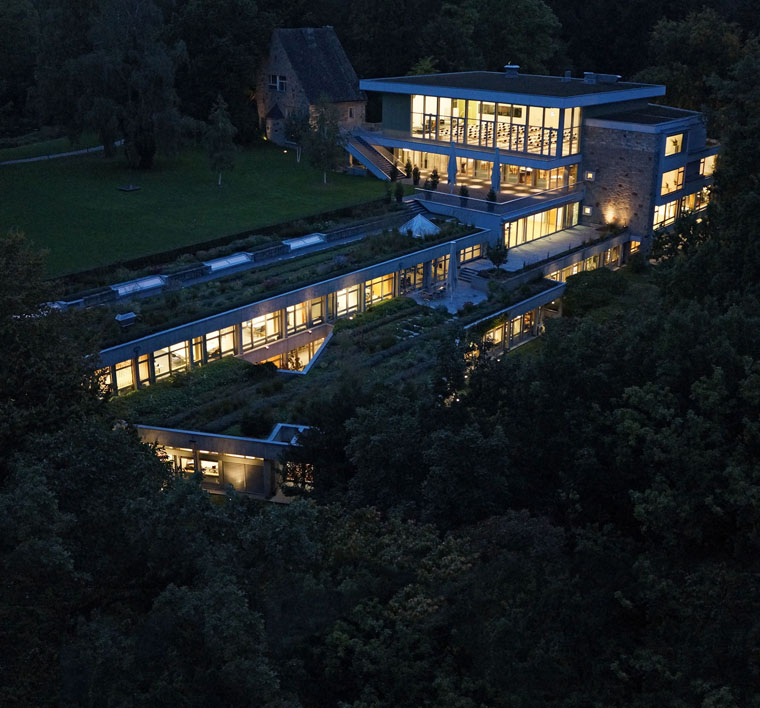
معهد غوتليب دوتفايلر في عام 2015

## التاريخ

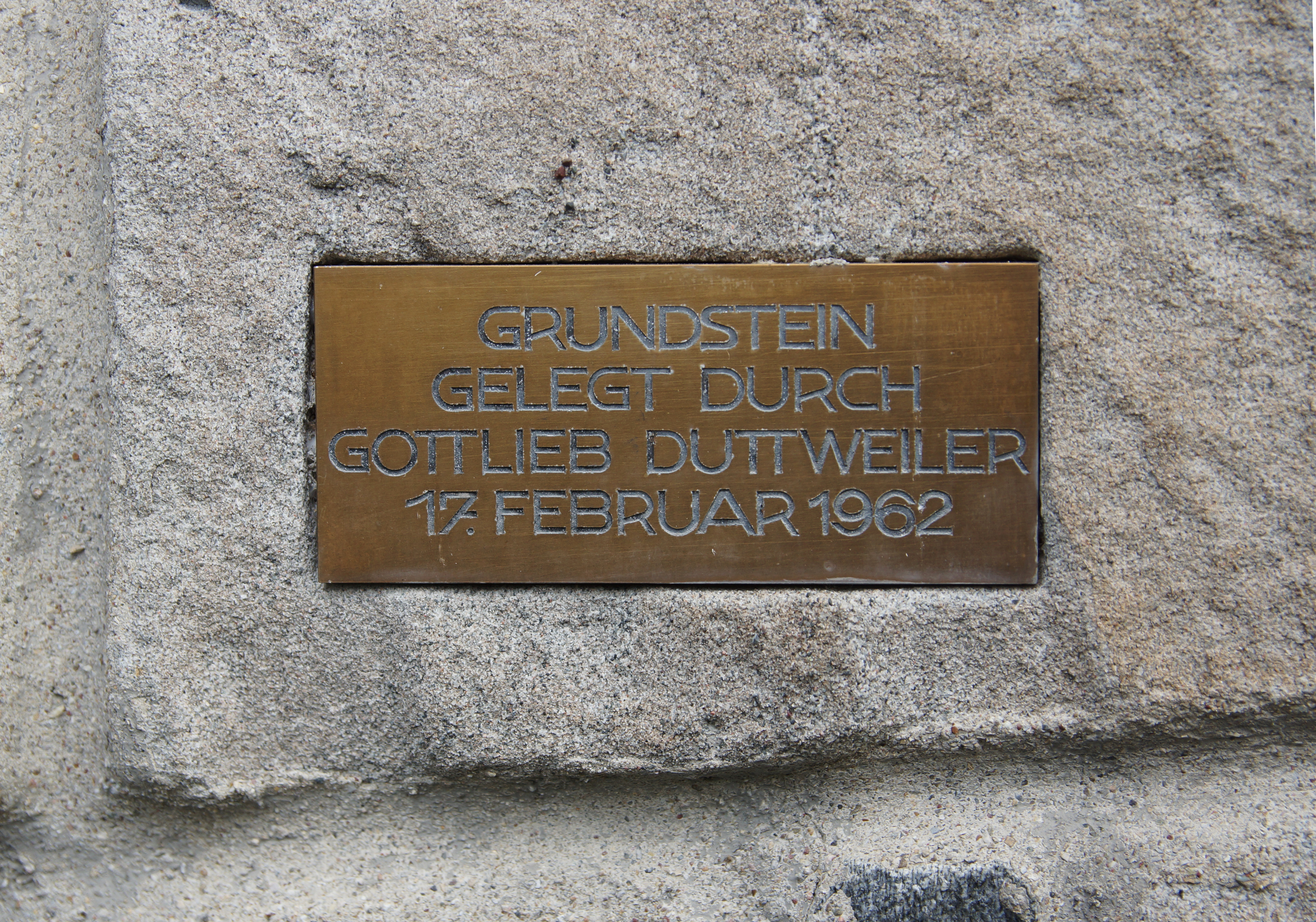
حجر الأساس لمعهد غوتليب دوتفايلر

أسست أديله وزوجها غوتليب دوتفايلر مؤسسة «إم غريني» "Im Grüene" في عام،1946 بهدف إنشاء معهد يمكنه إجراء البحث العلمي في موضوعات المجتمع التعاوني ومجالات توفير البضائع. لقد أرادوا الترويج للفعاليات والمؤتمرات والدورات التدريبية والاجتماعات التي من شأنها أن تكون بمثابة جسور بين الشعوب وبين الدول.
لكن غوتليب دوتفايلر لم يضع حجر الأساس للمعهد حتى عام 1962، قبل وفاته بوقت قصير. تم بناؤه في حديقة «إم غريني» "Im Grüene"، وهي موقع الإقامة السابق للمؤسس، وأنشأ كمعهد أبحاث مستقل في مجال الاقتصاد والدراسات الاجتماعية. كانت رؤية دوتفايلر هي دمج الاقتصاد مع المجتمع، وكان فضوله الهائل يتمحور حول المستقبل وتفكيره في قضايا المسؤولية الاجتماعية، وصار كل ذلك هو أساس أنشطة المعهد حتى يومنا هذا.

## الأهداف

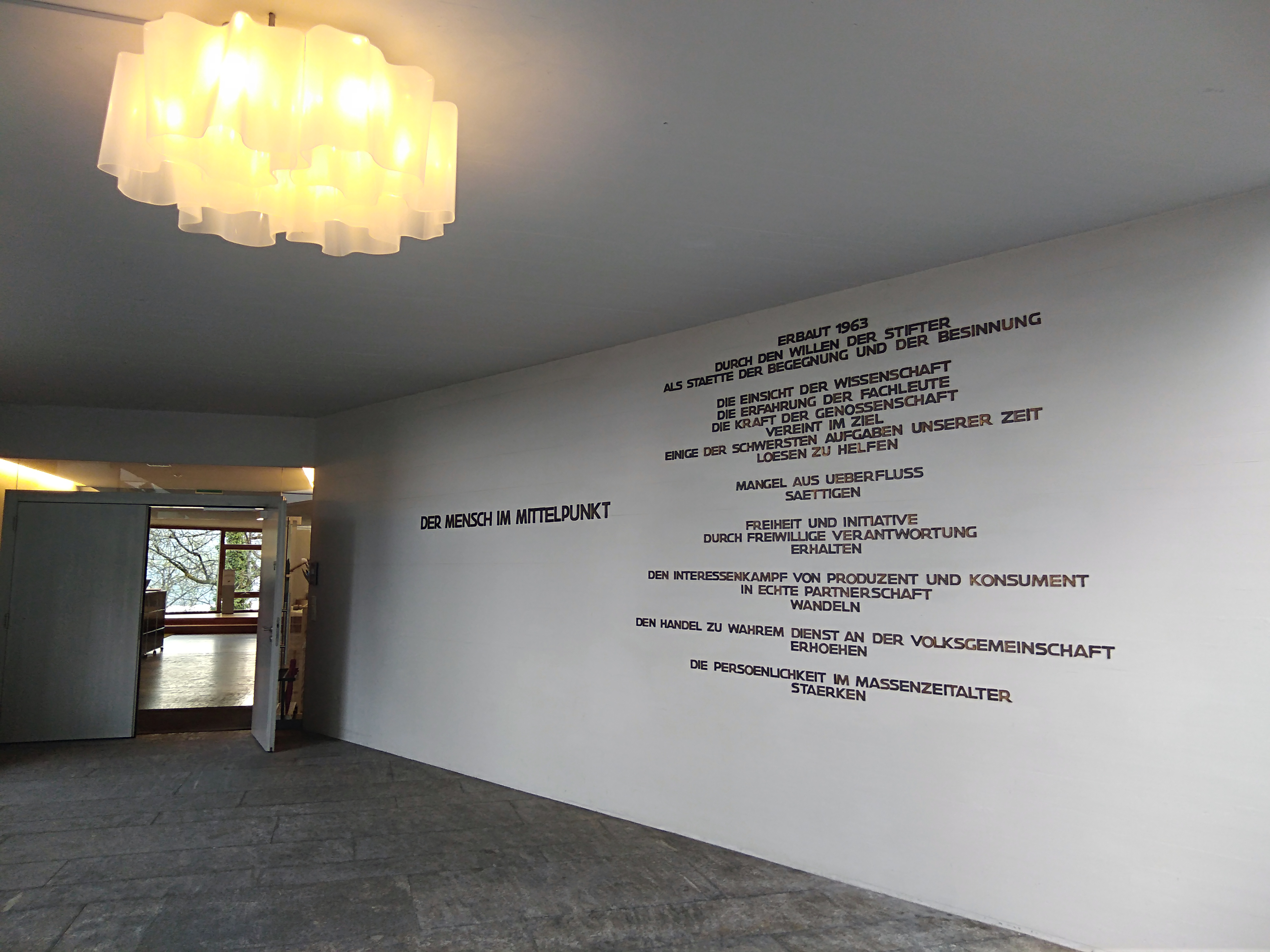
معهد جوتليب دوتويلر - جدارية عند المدخل

يقوم المعهد بإجراء الأبحاث المستقلة، التي وضعت هدفها لها تعزيز التفكير غير التقليدي وغير التقليدي وبالتالي توليد أفكار ومقاربات رائدة للمشاكل. ويسعى المعهد ليكون مكانا لالتقاء الأفكار، ومساحة للأفكار الجريئة والتواصل الذي يتجاوز الحدود.
بفضل شبكاتها على الإنترنت، يعتبر المعهد منصة معرفية عالمية توفر الأبحاث العلمية ومناقشة للقضايا الاقتصادية والاجتماعية وتتيح النتائج بشكل مجاني للجمهور العادي.

## مجالات النشاط
يعتبر المعهد مكانا للاجتماعات البحثية ومركز للمعرفة، وله أربع محاور للنشاط: فهو مركز أبحاث ومجمع للأفكار المبتكرة، ونشر النتائج البحثية والدراسات في مجلة «جي دي آي إمبولس» "GDI Impuls" التي تصدر كل أربع شهور، وتنظيم المؤتمرات، التي يستطيع الجمهور العادي حضورها والاشتراك فيها.
في المعهد يجتمع الخبراء من مجالي قطاع الأعمال والمجتمع بانتظام لمناقشة الاتجاهات الحالية والتطورات المستقبلية. وتقام المؤتمرات والاجتماعات بالشراكة مع عدة شركاء دوليين وجامعات مختلفة من جميع أنحاء العالم، لتبادل الآراء والخبرات.

## المواضيع
يعمل المعهد في تناول العديد من الموضوعات لكن الموضوعات الرئيسية التي تم تناولها في السنوات القليلة الماضية تتعلق إلى حد كبير بالمجالات الأربعة التالية:
- الابتكار في قطاعي التجزئة والخدمات
- اتجاهات الصناعة الغذائية وتحليلاتها
- ابتكارات واتجاهات التسويق
- التغيير الاجتماعي واتجاهات المستهلك

وساهم المعهد بشكل فعال في طرح العديد من القضايا في الاقتصاد والمجتمع في مرحلة مبكرة كمواضيع للمناقشة.
منذ عام 1964، على سبيل المثال، ركز على «إدخال ساعات العمل المسائية».
في عام 1974، تناول موضوع الزراعة العضوية، بينما كانت «الهندسة الوراثية» موضوعًا رئيسيًا في عام 1986 و «أوربة فن الطهو» في عام 2000.
في عام 2005، أصدر دراسة بعنوان «جيل الذهب»، وهي تحليل لمجتمع المتقدمين في السن. وتُظهر الدراسة كيف تتغير قيم ومواقف المسنين بشكل متزايد، ونوع نمط الحياة الذي يعيشونه وما الذي يجعل «جيل الذهب» سعيدًا.

## المؤتمرات
يقوم المعهد بتنظيم مؤتمرات بشكل منتظم. ومن تلك المؤتمرات: «القمة الدولية للبيع بالتجزئة» و «مؤتمر اتجاهات المستهلك الأوروبي» و «القمة الأوروبية للخدمات الغذائية» وسلسلتين من الأحداث بعنوان «غذاء للفكر» و «قادة الفكر».

## الجائزة

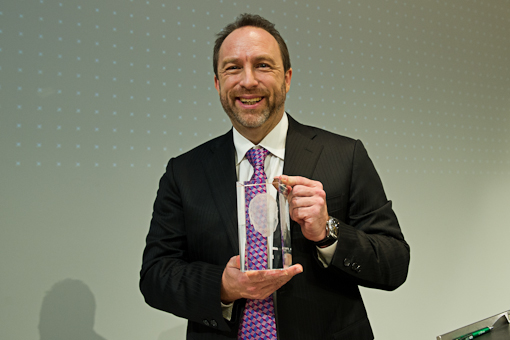
جيمي ويلز في حفل جوائز جوتليب دوتفايلر، 2011

تُمنح جائزة غوتليب دوتفايلر للأفراد البارزين الذين قدموا مساهمات بارزة في رفاهية المجتمع. تبلغ قيمة الجائزة 100,000 فرنك سويسري.
ومن بين الفائزين رجل الأعمال في مجال الإعلام روجر شاوينسكي عام 1998، ووزير الخارجية الألماني يوشكا فيشر عام 2004، والأمين العام السابق للأمم المتحدة والحائز على جائزة نوبل للسلام، كوفي عنان عام 2008.
وقد ألقى الكاتب الشهير فريدريش دورينمات خطابا بعنوان «سويسرا: سجن» في حفل منح الجائزة لرئيس تشيكوسلوفاكيا آنذاك فاتسلاف هافيل، وأثار هذا الخطاب اهتمامًا كبيرًا في عام 1990.
في عام 2011، منحت الجائزة إلى جيمي ويلز، أحد مؤسسي ويكيبيديا،  وذهبت جائزة 2015 إلى مخترع الإنترنت تيم بيرنرز لي.

## روابط خارجية
- الموقع الرسمي